# Muv-Luv Alternative
《Muv-Luv Alternative》是由日本遊戲公司於2006年2月24日發售的成人遊戲，後來陸續推出CD-ROM版和去除18禁情節的全年齡DVD-ROM版，並且移植到Xbox 360、PS3、PS Vita平台上。本作是âge公司於2003年2月28日所推出的作品《Muv-Luv》的續篇。改編動畫於2021年播出。

## 作品概要
「Muv-Luv」整部作品主體共分為三個篇章，分別是EXTRA、UNLIMITED和ALTERNATIVE；由於遊戲製作上的時間問題，決定先於2003年發售包含EXTRA&UNLIMITED的《Muv-Luv》，而第三部分ALTERNATIVE則於製作完成後作爲續篇《Muv-Luv Alternative》於2006年推出。
而本作品的故事舞台一如的不成文慣例設定在柊町（詳見附註），這也使得本作和首部作品《你所在的季節》和成名作《你所期望的永遠》處於世界觀不同的同一時空，而彼此有聯繫。故事中也有上述兩部作品的主要角色參與演出，可說是的知名角色齊聚一堂。
而至今唯一一部不同時空背景的作品為《化石之歌》，可算是特例，其角色亦未加入本作。

## 故事大綱
在UNLIMITED篇開始的三年後，睡醒時發現再次置身於自家臥室的武，日曆上的日期是2001年10月22日，以爲UNLIMITED篇的一系列事件只是一場夢境。他發現自己經過時間跳躍又一次來到了UNLIMITED篇的起點。他並不願意接受UNLIMITED篇的結局，於是決定以唯一知道這個世界的未来的人類的身份，為了幫助夕呼老師完成「ALTERNATIVE4」計劃而再次敲開聯合國軍橫濱基地的大門。再次被編入207實驗部隊的武，帶著3年之間的軍事經驗和未來的記憶，以及不輸給夥伴們的覺悟，再次迎向挑戰。藉由武在每個重要時刻作出新的行動，影響了這個世界未來的走向，發生了未曾出現的事物。
ALTERNATIVE篇有更加嚴肅的基調。âge稱這是一個愛與勇氣的童話故事。

## 人物介紹
以下聲優排列次序為原作18禁版本 / 原作全年齡版本 / 電視動畫版。
白銀武（聲優：相庭剛志 / 保志總一朗 / 神木孝一）
本作品男主角。隸屬於聯合國太平洋方面第11軍橫濱基地衛士訓練學校第207衛士訓練部隊的訓練兵（軍校畢業後任職少尉）。在ALTERNATIVE篇的開端，他醒來後以爲一切都是一場夢。然而他注意到自己被時間跳躍送回了UNLIMITED篇的開端。但他沒有讓世界像已經經歷過的方式發展，而是決定阻止災難的發生——即協助完成本應被取締的ALTERNATIVE 4計劃。
鑑純夏（聲優：藤原理加 / 田口宏子 / 楠木燈）
本作品女主角，其身份推動了核心劇情。人類等地球生物屬於碳基生命體，在BETA眼中並不被認定為有必要溝通、有存在價值的生命，BETA是硅基生命體創造出的採資源工具，屬於碳基存在，而硅基生命體不認為有碳基生命的存在（ALTERNATIVE 3的最大收穫）。在故事之初，純夏就被BETA捕捉，並做為實驗對象進行了各種凌辱，當攻略橫濱HIVE時在實驗容器內發現僅存的腦隨。其人格被移植到做為人類與BETA溝通用人造硅基生命體00 Unit之中，隨著與主角的互動漸漸有了同齡少女的情感，並最後領悟到自己是白銀武不幸世界線誕生的原因。
御劍冥夜（聲優：奧田秋 / 奧島和美 / 奈波果林）
和武一樣身為聯合國橫濱基地第207訓練部隊的訓練兵（軍校畢業後任職少尉），也是日本帝國政威大將軍煌武院悠陽的雙胞胎妹妹。在前作UNLIMITED篇時得知她是統治日本的將軍家族的親戚，但並未說明詳情，而武直到12·5事件才得知真相。擅長接近戰（拔刀術），持有名刀皆琉神威的劍術高手。
榊千鶴（聲優：高柳香帆 / 倉田雅世 / 伊藤美來）
和武一樣身為橫濱基地207訓練部隊的訓練兵（軍校畢業後任職少尉）。是部隊的分隊長，也是日本帝國內閣總理大臣榊是親的女兒。相當重視規律和上級命令。因此彩峰老是針鋒相對，常有對立的狀況發生。
彩峰慧（聲優：吉野夏樹 / 永島由子 / 佐伯伊織）
和武一樣身為橫濱基地207訓練部隊的訓練兵（軍校畢業後任職少尉），是原日本帝國陸軍中將、彩峰荻閣的女兒。身手矯健，擅長體術和短兵器（短刀）。比起作戰任務更重視現場判斷，因此常和榊處於對立狀態。
慧的父親荻閣在光州作戰任前線指揮官，後以陣前脫逃罪名遭到軍法審判，被處決。但從當時和荻閣並肩作戰的大東亞聯合軍的將士們的口中可知，他是為了拯救更多的人才會違反命令的。這也造成了慧在戰場上總是不後退，並經常違反命令的理由。
珠瀨壬姬（聲優：北都南 / 一美 / 田中貴子）
和武一樣身為橫濱基地207訓練部隊的訓練兵（軍校畢業後任職少尉），是聯合國事務次官、珠瀬玄丞齋的女兒。擅長射擊，號稱遠東第一的狙擊手。懷有社交恐懼症，但靠著自己的力量和大家的鼓勵逐漸克服。最終作戰時戰死於斷後，其後當主角與BETA主腦辯論生命定義時，遺體遭到主腦操作，徹底激怒主角。
鎧衣美琴（聲優：野中真澄 / 久保田惠 / Lynn）
和武一樣身為橫濱基地207訓練部隊的訓練兵（軍校畢業後任職少尉），日本帝國情報省外務二課課長、鎧衣左近的女兒。持有優秀的野外求生技能。和武在「原來的世界」的男性好友尊人極為酷似但性別是女性。也是調解隊上氣氛的人物。
社霞（聲優：栗林美奈實 / 栗林美奈實 / 高尾奏音）
待在橫濱基地地下19樓的神秘少女。和香月博士一起行動的「ALTERNATIVE4」計劃的重要人物。因此，制服上的袖章不是印著一般的「YOKOHAMA BASE（橫濱基地）」而是「ALTERNATIVE IV」。有著「每天早上都會來叫醒賴床的武」等神秘的行為。
煌武院悠陽（聲優：吉田恭子 / 吉住梢 / 野口瑠璃子）
日本帝國現任政威大將軍。冥夜的雙胞胎姊姊。由於煌武院家認為雙胞胎代表不吉，而將身為妹妹的冥夜交由遠親的御劍家扶養。外貌和氣質與冥夜極為相似而曾為武所誤認。
神宮司麻里茉（聲優：南綾香 / 井上美紀 / 渡部紗弓）
橫濱基地衛士訓練學校的教官。軍階為中士。A-01部隊的衛士們全是她的學生。和夕呼是自橫濱基地由聯合國軍接管前，還是日本帝國軍白陵基地時就認識的朋友，日本帝國陸軍出身，深受所有學生的敬愛。在任何世界都對白銀武的成長極為重要，然而總會死於頭部粉碎，並造成白銀武心靈創傷。
香月夕呼（聲優：稻葉貴子 / 本井英美 / 青木瑠璃子）
天才物理學家同時也以橫濱基地的副司令身分，擔任「ALTERNATIVE4」計畫的最高負責人。武能加入訓練部隊全是拜她所賜，同時武所持有的高級保全ID也是她為了便宜行事而給予的。而她的行動仍有許多謎團。另外她雖然不是女主角之一，但由於掌握許多機密事項，其言談中有最多和故事核心相關的要點存在。
伊隅美知留（聲優：湯川美由紀 / 渡邊久美子 / 大地葉）
橫濱基地副司令直屬的特殊部隊A-01（通稱伊隅女武神中隊（イスミ・ヴァルキリーズ））的部隊長兼A分隊小隊長。軍階為上尉而在隊中擔任迎擊後衛（Gun Interceptor）的職務。個性上很會照顧人，也非常關心部屬。在伊隅四姊妹裡排行第二，姐姐在日本帝國內務省工作。兩位妹妹則是日本陸軍衛士。四姊妹全部都對同一位青梅竹馬的男性有好感。
涼宮遥（聲優：栗林美奈實 / 栗林美奈實 / 平田真菜）
特殊任務部隊A-01的CP軍官（Command Post Officer），軍階為中尉。擔任作戰區域管制官。和水月是軍校同期的好友，也是茜的姐姐。個性是溫和善良的天然系，但內在堅強，生氣的時候非常可怕。在總合評價演習時受到重傷不得已而切除雙腳踝，但藉著人工複製技術的再生手術而痊癒。雖然日常生活上沒有不便，卻也因此而擔任後方指揮工作。
速瀨水月（聲優：石橋朋子 / 高橋智秋 / 山村響）
特殊任務部隊A-01的突擊前衛（Storm Vanguard）。持有全隊No.2的實力而成為突擊前衛長。軍階為中尉而擔任B小隊長。個性豪爽不輸男孩子，也有照顧人的一面。和遙既是好友也是戀愛上的競爭對手。酒量不好，三兩下就喝醉了但當她醉倒時就換旁人倒楣。
涼宮茜（聲優：上原智美 / 水橋香織 / 伊藤彩沙）
特殊任務部隊A-01的強襲掃討（Gun Sweeper）。軍階為少尉。遙的妹妹。和千鶴是軍校同梯的好友，但由於千鶴所屬的分隊未通過第一次的統合戰術演習，使得茜較早正式就任。對水月有著憧憬，因此對於和水月同樣擔任突擊前衛的武也有著競爭意識。
鮑爾·拉達比諾德（聲優：若本規夫）
聯合國軍橫濱基地司令官。印度裔，軍階為准將。
月詠真那（聲優：上田亞紀子 / 星野千壽子 / 柳澤良音）
帝國斯衛軍第19獨立警備部隊的隊長，軍階為中尉。有神代、巴、戎三位部屬。對冥夜及其一族宣誓忠誠。個性極為認真，平常可說是待己嚴待人亦嚴，但其內心其實是非常親切的。搭乘較一般機體更加提升性能（HI-SPEC）的專用紅色武御雷（00式戰術步行戰鬥機），作為衛士的才能也是最頂尖的。
鳴海孝之
性格溫柔體貼但有時優柔寡斷，與速瀨水月及平慎二是好朋友。孝之先于遥和水月从训练队中毕业编入A-01，参加了1999年8月5日~9日的攻略横滨HIVE的明星作战，在战斗之中美军未经提前通知投下了杀伤性武器G弹，杀红了眼的孝之没有听清楚美军的战场通报，被波及其中而战死。
臼杵咲良（聲優：異世界情緒）
特殊任務部隊A-01的新兵，軍階為少尉。電視動畫原創角色。
性格害羞、腼腆，從小在佐渡島上生活。1998年9月15日，在大规模的BETA群迫近佐渡岛之际，被驹木咲代子发现并将其救出。

## 世界观
联合国
联合国在受到BETA大肆侵略的世界里，扮演了整合各国战力的重要角色。联合国军队则沿往例由各驻留国提供装备和基层人员、物资的支援，因此故事中的主要舞台——联合国横滨基地有许多从當地的日本帝国军转任的人员，主要使用的战术机也是日系机种。但由于没有被BETA入侵的美国掌握着联合国的实权，且美国屡屡以联合国军为幌子对各地区进行政治干预，包括日本、欧盟、苏联在内的许多国家都不信任、不喜欢联合国，并认为它是美国的傀儡。
美利坚合众国
美国在故事中由于不像欧亚大陆各国深受BETA的侵扰，仍为世界第一强权。以打倒BETA的名义派遣大量驻外部队转战世界各地，而此种部队的构成人员有90%是希望获得美国国籍的欧亚大陆难民和美国国内的低所得族群。如此作风加上常常不顾他国意见的强硬态度招致许多非议；但美国作为研发人类最早专门用以对抗BETA的武器“战术机”的国家，也陆续开发了许多新锐机种并供应各国战力，对于对抗BETA有着莫大贡献。
日本帝国
作为ALTERNATIVE篇舞台的世界中的日本和现代日本的体制有所不同。仍维持君主立宪制，由天皇任命的政威大将军（以下简称将军）代行职权，领导内阁总理大臣组成的内阁执行政务。将军则是由明治时代以来拥戴天皇的贵族“五摄家”中选出，故事中是由煌武院家长女·煌武院悠阳担任此一职务。由于日本的海岛地形，在几次大战后驱逐了国土上的BETA势力，建构起太平洋上的防御阵线。
苏维埃社会主义共和国联盟
苏联在本故事中未解体而依旧存在，但大部分国土为BETA所佔。1978年的巴列奥略行动失败后，苏联改变方针，保存实力的同时撤向远东地区，同时和美国长期租用阿拉斯加州作为临时政府所在地。目前，它在东西伯利亚和阿拉斯加的租借地保持着自己的国家权力，政府已退到阿拉斯加的塞拉维克。此外，由于苏联实行全民皆兵政策，其仍然拥有强大的军事力量。此外与中国一样，苏联在打击BETA方面经验最丰富。苏联还和日本帝国一起负责远东地区的防务，进行联合行动，比如针对巢穴的逐步削减作战。
欧盟/欧洲联盟
由于欧亚大陆领土的沦陷，联盟机构和各国政府主要转移到英伦三岛和格陵兰等海外地区。许多难民也因此涌入美洲大陆。英国开始在欧洲扮演核心角色。除原欧盟的国家外，部分东欧国家（东欧社会主义联盟）和瑞士等冷战中的中立国家也加入了欧盟，组成了大规模的军事联盟。然而，由于与BETA的消耗战仍在继续，且包裹了整个欧洲的漫长战线造成兵力和物资的短缺，欧洲局势长期处于困境之中。
统一中华战线
中华民国在与BETA的战斗中已陷入领土沦陷的狀態。在1997年時中华民国政府发表第三次国共合作，統合中華民國國軍與中國人民解放軍的战力而在台湾建立对抗BETA侵略的“统一中华战线”。
只是确认是以台湾岛为核心担负极东防线的防务。而军徽部份主要是看机型，像是国军现役的F-16与F-CK-1都是采用中华民国国徽，则解放军所服役的歼击八型以及歼击十型则是采用解放军军徽。
大東亞聯合
由於中國戰線戰況惡化，位於戰鬥區域的東南亞諸國開始將政治中樞轉移到澳洲，馬來西亞和新加坡，則從2001年到現在都成功守住自國領土，而許多失去領土的東南亞諸國，不希望直接編入聯合國軍的指揮之下，而選擇了成立大東亞聯合。
中東聯盟
為了抵抗BETA的侵略，中東各國發起聖戰宣言，中東結成「第一次聖戰」聯合軍。超越宗教的反抗作戰一起展開，一時之間成功將戰線往前推進。1984年，第9個巢穴又稱「安巴爾巢穴（アンバールハイヴ）」在伊拉克的安巴爾建立，中東戰場遭到重大挫敗，原油供應受到威脅。而在1989年，阿拉伯半島戰事激化，同年6月15日，中東各國聯軍以蘇伊士運河為防線抗擊BETA
非洲联盟
非洲联盟由于中东一带尚有反BETA的战线维持，非洲大陆受到的实质损害远较欧亚大陆来的轻微。非洲各国政府积极的接受来自欧洲的企业和难民，借此也提升了本来缺乏的技术力，提升了国际地位和政治发言权。

## 製作人員
- 原畫・人物設定：Bou
- 原畫：
- 企劃原案：吉宗鋼紀
- 腳本：、松永北斗、吉宗鋼紀
- 遊戲程式：號滋樹
- 音響監督：伊藤善之
- 音樂製作：株式會社Lantis
- 動畫製作：有限會社Stack、有限會社Silver
- 機械設定：吉宗鋼紀、仁Niθ（ニトロプラス）、吉成鋼、星野秀輝
- 製作總指揮：吉宗鋼紀

## 主題曲
18禁版
片頭曲「朝向未來的咆嘯」
演唱：JAM Project featuring 影山浩宣、遠藤正明、北谷洋、福山芳樹
作詞・作曲：影山浩宣／編曲：須藤賢一
片尾主題曲「MUVLUV」
演唱：栗林美奈實／作詞：江幡育子／作曲：SAGE KOIZUMI／編曲：飯塚昌明
插入曲「翼」
演唱：影山浩宣／作詞・作曲：影山浩宣／編曲：須藤賢一
插入曲「Carry on」
演唱：遠藤正明／作詞：影山浩宣／作曲・編曲：河野陽吾
全年齡版追加曲
片頭曲「Name～你的名字～」
演唱：JAM Project/ 作詞・作曲：影山ヒロノブ / 編曲：須藤賢一
Xbox360版
片頭曲「Metamorphose」
演唱：JAM Project / 作詞：奥井雅美 / 作曲：きただにひろし / 編曲：須藤賢一
PS3版
片頭曲「0-GRAVITY」
演唱：GRANRODEO / 作詞：谷山紀章 / 作曲・編曲：飯塚昌明

## 漫畫
遊戲改编的，由蒔島梓执笔的漫画於2007年10月號起在Media Works（現在的ASCII Media Works）的雜誌《月刊Comic電擊大王》上連載，全17卷已于2017年6月连载完毕，全100话。

## 电视动画
日本2021年10月6日开始播放電視動畫版。日本由富士電視台（+Ultra）、關西電視台、東海電視台、西日本電視台播放，台灣由巴哈姆特動畫瘋、中華電信MOD、LiTV 線上影視、MyVideo、friDay影音、KKTV、LINE TV、Yahoo TV、CATCHPLAY同步上架。第二期于2022年10月開始播放。

### 制作人员
- 原作：吉宗鋼紀、aNCHOR
- 監督：西本由紀夫
- 系列構成：浦畑達彦
- 人物設定：谷拓也
- 副人物設定：つなきあき
- 動畫機械設定監督：大河廣行
- 色彩設計：内林裕美
- 美術監督：内藤健
- 美術設定：大平司
- 攝影監督：荻原猛夫
- CG監督：大矢和也
- 剪輯：丹彩子
- 音樂：Evan Call
- 音響監督：本山哲
- 動畫製作：夢太公司、Graphinica、FLAGSHIP LINE

### 声优
- 白银武：神木孝一
- 鉴纯夏：楠木灯
- 御剑冥夜：奈波果林
- 榊千鹤：伊藤美来
- 彩峰慧：佐伯伊织
- 珠濑壬姫：田中贵子
- 铠衣美琴：Lynn

### 主题歌
第一期
片頭曲
演唱：V.W.P，作词、作曲、编曲：
片尾曲TRISTAR
演唱：STEREO DIVE FOUNDATION，作词、作曲、编曲：R·O·N
插曲
作词：岩城由美，作曲、编曲：Evan Call
第二期
片头曲
演唱：JAM Project、栗林美奈实，作词：奥井雅美,作曲：影山浩宣、寺田志保，编曲：寺田志保
片尾曲
演唱：V.W.P，作词、作曲、编曲：

### 各话列表
| 话数     | 日文标题 | 中文标题       | 剧本               | 分镜                           | 演出                 | 作画监督 | 总作画监督 | 首播日期       |
| 第一期   | 第一期   | 第一期         | 第一期             | 第一期                         | 第一期               | 第一期 | 第一期     | 第一期         |
| -------- | -------- | -------------- | ------------------ | ------------------------------ | -------------------- | --- | ---------- | -------------- |
| Story 01 |          | 世界的日常     | 石野敦夫、浦畑達彥 | 小野龍太、大河廣行、西本由紀夫 | 鹿谷拓史             | 坂上怜司、北条裕之、林怡君 | 谷拓也、   | 2021年 10月6日 |
| Story 02 |          | 不斷重來的世界 | 浦畑達彥           | 西本由紀夫                     | 深瀨重               | 堀光明 | 谷拓也、   | 10月13日       |
| Story 03 |          | 想守护的事物   | 浦畑達彥           | 高橋亨                         | 田中貴大             | 五十川久史、鎌田均、千葉茂、中島美子、金澤龍 | 谷拓也、   | 10月20日       |
| Story 04 |          | 伙伴           | 石野敦夫           | 斋藤久                         | 曾根利幸             | 緒方浩美、安達祐輔、吉田和香子、山村俊了、小澤和則、清水勝祐、上西麻耶、和田伸一                                                                      | 谷拓也、   | 10月27日       |
| Story 05 |          | 新的力量       | 鈴木貴昭           | 白井宏旨                       | 村上勉               | 重松晋一、鈴木信一、服部憲知、金凱 | 谷拓也、   | 11月3日        |
| Story 06 |          | 转送实验       | 石野敦夫           |                                | Won Chang hee        | Oh Eun soo、Jeong Yeon soon、Lim Keun soo | 谷拓也、   | 11月10日       |
| Story 07 |          | 约定           | 鈴木貴昭           | 西本由紀夫、高橋亨             | 鷹取聖夜             | 泉明宏、金元会、白樺鳩、林隆祥、林信秀、Wei Xu Long、Qki                                                                                              | 堀光明     | 11月17日       |
| Story 08 |          | 帝都动乱       | 浦畑達彦           | 西村純二                       | 白石道太             | 坂本千代子、斋藤格 | 谷拓也、   | 11月24日       |
| Story 09 |          | 战场           | 鈴木貴昭           | 大塚健                         | 於地紘仁             | 工藤慎也、北條裕之、江口麻里、LEE EUN-YOUNG | 谷拓也、   | 12月1日        |
| Story 10 |          | 觉悟           | 石野敦夫           | 西本由紀夫                     | 高橋亨               | 吉田翔太、東美帆工、藤慎也、王振、山口聰 | 谷拓也、   | 12月8日        |
| Story 11 |          | 各自的想法     | 鈴木貴昭           | 大畑清隆                       | 大畑清隆             | 斎藤大輔、大西紀子、谷川政輝、寺尾憲治 | 谷拓也、   | 12月15日       |
| Story 12 |          | 宿命           | 浦畑達彥           | 大河廣行、                     | 西本由紀夫、鹿谷拓史 | 林怡君、北條裕之、重松晋一、松本勝次、金凱 | 谷拓也、   | 12月22日       |
| 第二期   |          |                |                    |                                |                      | |            |                |
| Story 13 |          | 毕业           | 浦畑达彦           | 西本由纪夫                     | 高桥亨、西本由纪夫   | 谷拓也 | 不適用     | 2022年 10月5日 |
| Story 14 |          | XM3            |                    | 小野龙太                       | Jang Hee kyu         | Ju Hyeong jong、Chae Gwang han |            | 10月12日       |
| Story 15 |          | 逃亡           | 铃木贵昭           |                                |                      | 工藤慎也、东美帆、KIM YOUG-SIK、LEE SUNG-JIN、Enzo D'Avino、佐藤结花                                                                                  | 10月19日   |                |
| Story 16 |          | 日记           |                    |                                | 佐佐木纯人           | Kwon Oh sik、Lim Keun soo、Oh Eun soo、Lee Joo hyeu、Jang Hee kyu、Chae Gwang han                                                                     | 10月26日   |                |
| Story 17 |          | 再起           | 浦畑达彦           | 西本由纪夫                     | 月野正志             | 羽野广范、臼田美夫、王敏、刘冬冬、李伟峰、周晓华、赵小川、陈玲玲、姜海华、关鹏、李庆                                                                  | 11月2日    |                |
| Story 18 |          | 纯夏           |                    |                                | 片贝慎、鹿谷拓史、   | 工藤慎也、阵内美帆、高桥和德、川岛尚、权伍骥、徐晨寅、LEE EUN-YOUNG、LEE SUNG-JIN、KIM YOUNG、STUDIO MASSKET                                          | 、谷拓也   | 11月9日        |
| Story 19 |          | 出击前夜       | 浦畑达彦           | 西本由纪夫                     | 西邑大辅             | Joung Eun joung、Lim Keun soo、Oh Eun soo、Ju Hyeong jong、Chae Gwang han、Park Yoon ok、Kim Yoon jung、Jang Hee kyu、Won Chang hee、林怡君、高桥和德 | 、谷拓也   | 11月16日       |
| Story 20 |          | 甲21号作战     | 铃木贵昭           | 大塚健                         | 月野正志             | 羽野广范、臼田美夫、工藤慎也、林怡君 |            | 11月23日       |
| Story 21 |          | 希望之光       |                    | 小野龙太                       | Jang Hee kyu         | Ju Hyeong jong、Chae Gwang han | 11月30日   |                |
| Story 22 |          | 逃脱           | 浦畑达彦           | 大塚健                         | 月野正志             | 羽野广范、臼田美夫、高添响 | 12月7日    |                |
| Story 23 |          | 继承           | 铃木贵昭           | 小野龙太                       | Jang Hee kyu         | Jang Hee kyu、Won Chang hee、Lee Joo hyeu、林怡君 | 12月14日   |                |
| Story 24 |          | 前进的世界     | 浦畑达彦           | 西本由纪夫                     | 西本由纪夫           | 工藤慎也、阵内美穗、川岛尚、LEE EUN-YOUNG、KIM YONG-SIK                                                                                               | 谷拓也、   | 12月21日       |

### 播映平台
| 播放日期        | 播放時間（UTC+9） | 播放電視台   | 播放地區   | 備註 |
| --------------- | ----------------- | ------------ | ---------- | ---- |
| 2021年10月6日－ | 每週三 24:55      | 富士電視台   | 關東廣域圈 |      |
| 2021年10月7日－ | 每週四 25:55      | 關西電視台   | 近畿廣域圈 |      |
| 2021年10月9日－ | 每週六 25:45      | 東海電視台   | 中京廣域圈 |      |
| 2021年10月6日－ | 每週三 25:55      | 西日本電視台 | 福岡縣     |      |

| 播放日期        | 播放時間（UTC+8） | 播放電視台     | 播放地區 | 備註 |
| --------------- | ----------------- | -------------- | -------- | ---- |
| 2021年10月7日－ | 每週四            | CATCHPLAY      | 臺灣     |      |
| 2021年10月7日－ | 每週四            | friDay影音     | 臺灣     |      |
| 2021年10月7日－ | 每週四 01:00      | KKTV           | 臺灣     |      |
| 2021年10月7日－ | 每週四            | MyVideo        | 臺灣     |      |
| 2021年10月7日－ | 每週四            | 中華電信MOD    | 臺灣     |      |
| 2021年10月7日－ | 每週四            | Yahoo TV       | 臺灣     |      |
| 2021年10月7日－ | 每週四            | LINE TV        | 臺灣     |      |
| 2021年10月7日－ | 每週四 00:55      | 巴哈姆特動畫瘋 | 臺灣     |      |
| 2021年10月7日－ | 每週四            | LiTV 線上影視  | 臺灣     |      |

## 資料來源
1. ↑  . www.4gamer.net. 2006-10-25  [2020-10-24]. （原始内容存档于2019-10-30） （日语）.
2. ↑  . âge.   [2014-04-03]. （原始内容存档于2013-01-03） （日语）.
3. ↑  . âge.   [2014-04-03]. （原始内容存档于2013年1月26日） （日语）.
4. ↑  . マブラヴポータルサイト MUV-LUV PORTAL.   [2021-01-20]. （原始内容存档于2021-01-26） （日语）.
5. 1 2 3 4 5 6 7 8 9  . アニメ　マブラヴ オルタネイティヴ 公式HP.   [2021-10-07]. （原始内容存档于2022-04-06） （日语）.
6. 1 2 3 4  . アニメ　マブラヴ オルタネイティヴ 公式HP.   [2021-12-09]. （原始内容存档于2021-12-09） （日语）.
7. ↑  . アニメ　マブラヴ オルタネイティヴ 公式HP.   [2021-12-09]. （原始内容存档于2021-12-09） （日语）.
8. ↑  .   [2021-10-07]. （原始内容存档于2021-10-08）.
9. ↑  . アニメイトタイムズ. 2020-10-24  [2020-10-25]. （原始内容存档于2020-11-01） （日语）.
10. ↑  .   [2021-11-26]. （原始内容存档于2022-04-06） （日语）.
11. ↑  .   [2021-11-26]. （原始内容存档于2021-11-26） （日语）.
12. ↑  . Evan Call/TVアニメ『マブラヴ オルタネイティヴ』サウンドトラック.   [2021-12-24]. （原始内容存档于2022-02-05） （日语）.

## 外部連結
- PC版官方網站（页面存档备份，存于）（日語）
- Xbox 360版/PS3版官方網站（页面存档备份，存于）（日語）
- PSV版官方網站（页面存档备份，存于）（日語）
- MUV-LUV PORTAL（页面存档备份，存于）（日語）
- マブラヴ公式的X（前Twitter）（日語）
- 電視動畫官方網站（页面存档备份，存于）（日語）
- 電視動畫的X（前Twitter）（日語）